# マツダ・スクラム
スクラム（SCRUM）は、マツダが販売する軽自動車規格のキャブオーバー型車で、5ナンバー登録の乗用車と4ナンバー登録の商用バンおよびトラックである。かつてはオートザムブランドだった。

## 概要
以前はポーターキャブという軽トラック（軽商用車）を製造していたが、設計が古く次期モデルを作る予定がなかった。そのため1989年に登場した当初からスズキの軽自動車のOEMで、乗用のワゴンタイプ、商用のバンタイプはスズキ・エブリイ、商用のトラックタイプはスズキ・キャリイが元車両となっている。
三菱自動車工業が製造していたNV100クリッパー → クリッパーバン/NV100クリッパーリオ → クリッパーリオ/NT100クリッパー → クリッパートラックが2013年12月に、その種車でもあるミニキャブ及びタウンボックスが2014年2月にフルモデルチェンジしているが、その際にスズキからのOEMに変更したため日本国内における自動車市場では稀な4兄弟車種となった。
なお、歴代を通して、フロントグリルやバンパーはワゴン・バンはエブリイ、トラックはキャリイと同一である。

## 初代（1989年-1991年）
- スズキ・エブリイ > マツダ・スクラム
- スズキ・キャリイ > マツダ・スクラム

- 1989年（平成元年）6月 - 発売。ポーターキャブの後継車にあたる。バン[注釈 1]とトラックをラインナップ。1BOXの一部グレードには開放感あるガラスルーフを設定。34馬力と52馬力インタークーラーターボの550ccを搭載。当初はマツダブランドで販売し、「MAZDA」と「AUTOZAM」の両方のブランドステッカーが貼られていた。
- 1990年（平成2年）
  - 3月 - 新規格660ccになると共に正式にオートザムブランドへ移行。車体前部のロゴを「MAZDA」から「AUTOZAM」に変更し、リアのMAZDAブランドステッカーを省略。
前席下に、直列3気筒SOHC12バルブ38馬力と同インタークーラーターボ58馬力のエンジンを搭載する。
  - 6月 - 乗用向けの廉価グレードPXタイプをベースとした特別仕様車「スタンドオフ」を設定。大型ドアミラー、カラードバンパー、カラードライセンスカバー、左側サイドステップや白色フルホイールキャップなどを装備する。インテリアでは、エアコン、4本スポークウレタンステアリングホイール、インパネトレーなどを装備[注釈 2]。
  - 11月頃? - 非ターボ車の出力を42馬力に向上。

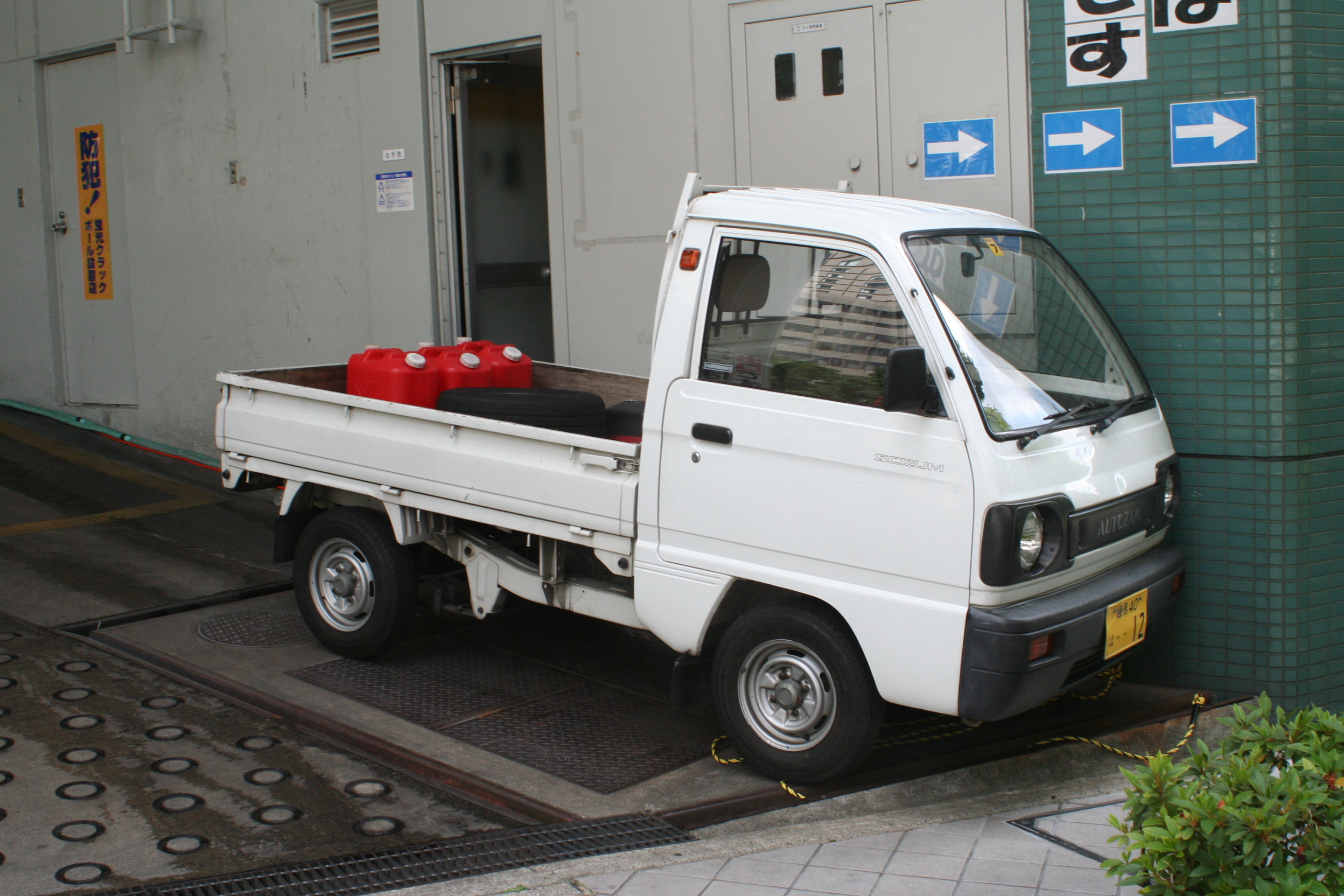
トラック
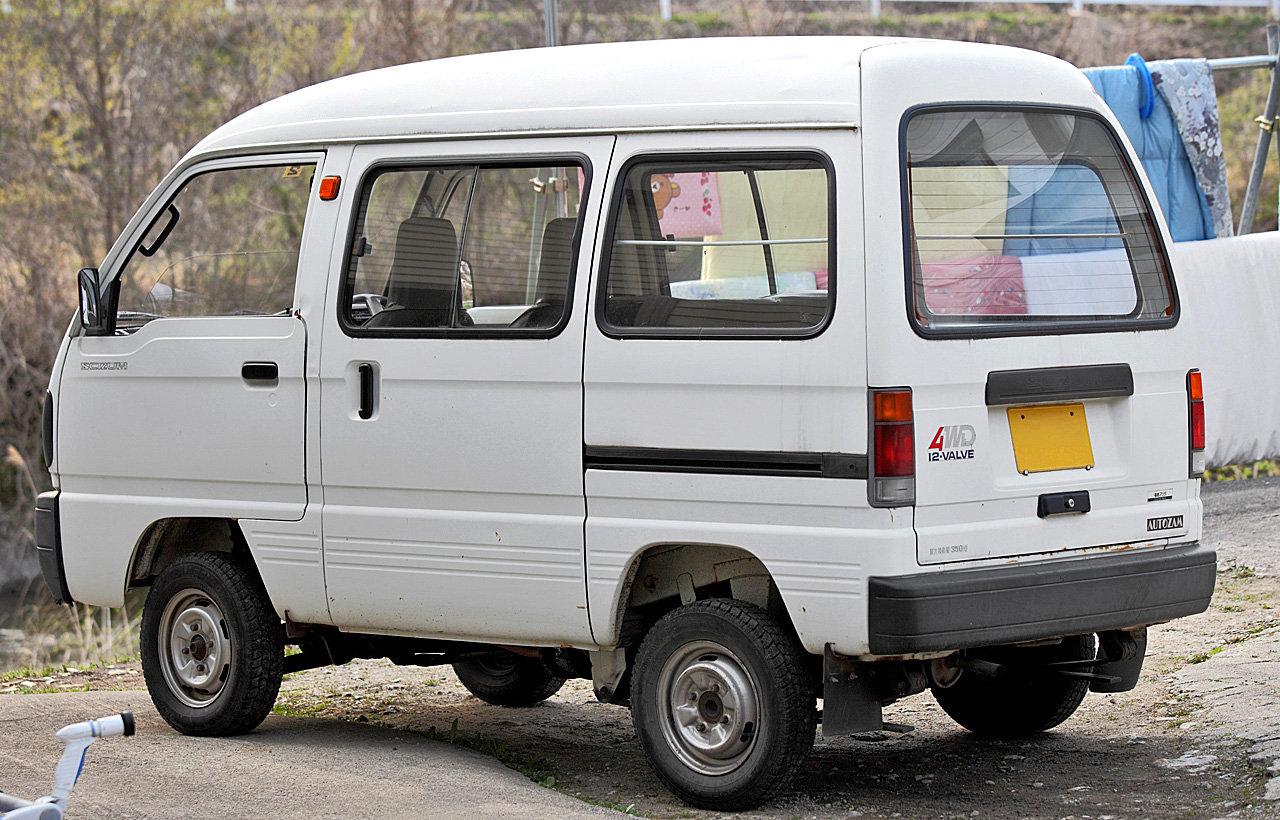
バン 4WD リヤ

## 2代目（1991年-1999年）
- スズキ・エブリイ > マツダ・スクラム
- スズキ・キャリイ > マツダ・スクラム

- 1991年（平成3年）10月 - フルモデルチェンジ。
  - バンは荷室の下にエンジンを搭載したミッドシップレイアウトを採用した。トラックは従来通りエンジンを運転席下に搭載するキャブオーバーレイアウトを採用する。エンジンは直列3気筒SOHCで、61馬力のインタークーラーターボと、50馬力（EPI仕様）/42馬力のノンターボエンジンを設定する。
- 1993年（平成5年）2月 - 一部改良。
- 1995年（平成7年）6月 - 一部改良。
- 1997年（平成9年）4月 - マイナーチェンジ。オートザムブランドから、再びマツダブランドに変更。42馬力のSOHCと64馬力のSOHCインタークーラーターボを用意。
- 1998年（平成10年）12月[1] - 生産終了。在庫対応分のみの販売となる。
- 1999年（平成11年）1月 - 新規格に対応した3代目と入れ替わって販売終了。

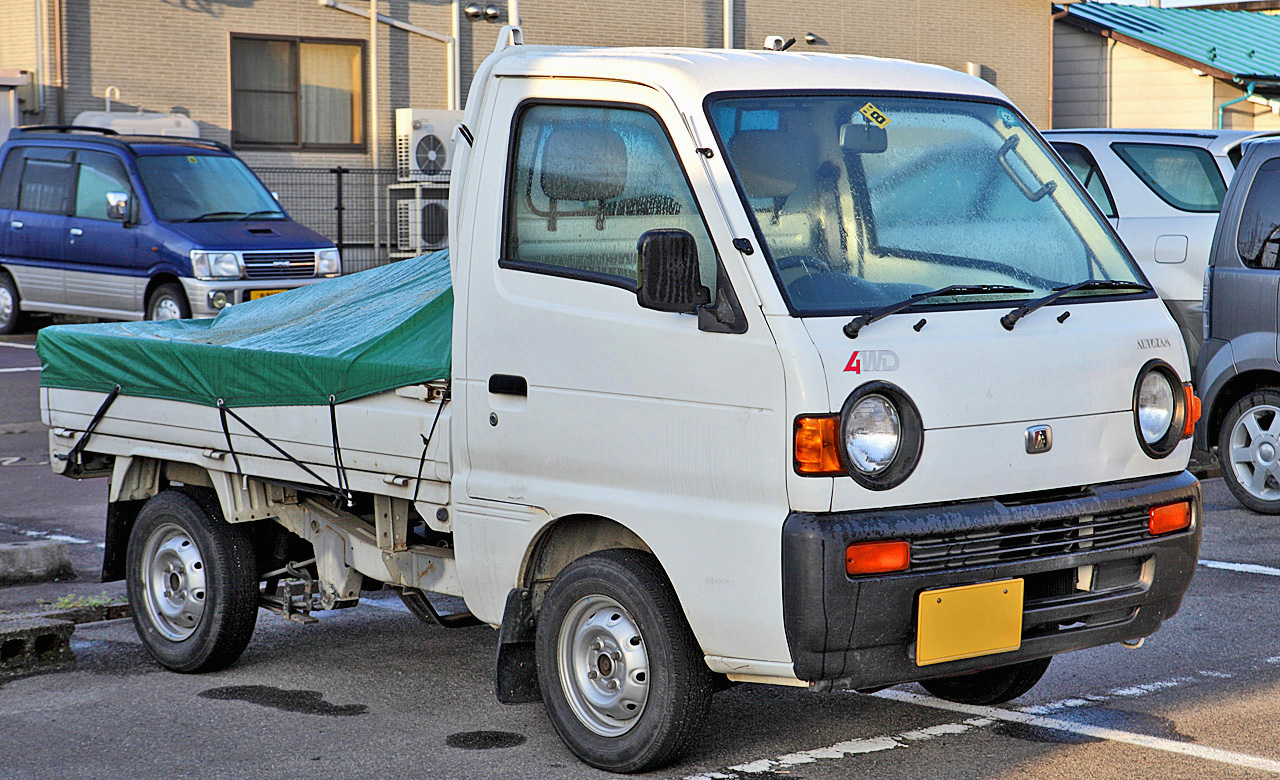
トラック4WD
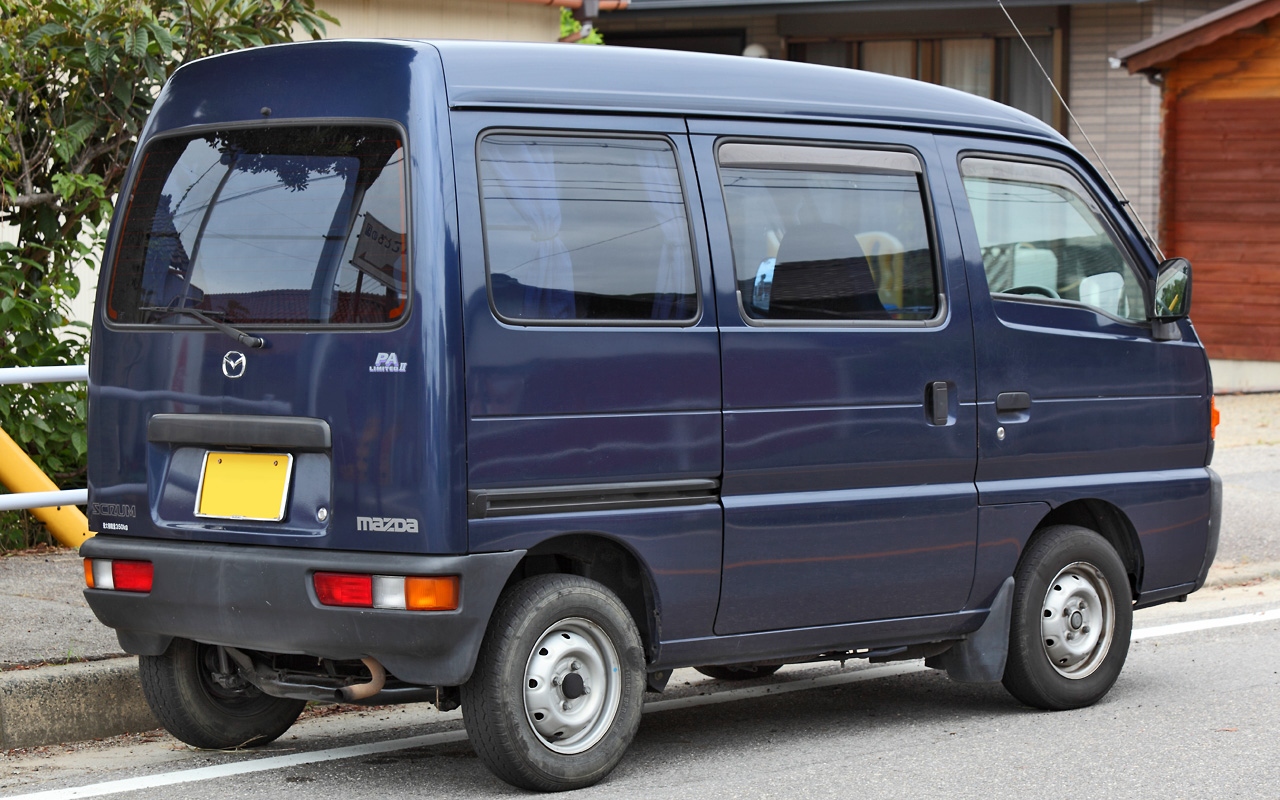
PAリミテッドII リヤ

## 3代目（バンは1999年 - 2005年、トラックは1999年 - 2013年）

### バン/ワゴン（1999年 - 2005年、ワゴンは初代）
- スズキ・エブリイ > マツダ・スクラム
- スズキ・エブリイワゴン > マツダ・スクラム

- 1999年（平成11年）
  - 1月19日 - トラックと共にフルモデルチェンジ[2]。

新軽規格に対応し、ボディを大型化するとともに、前輪をキャビン前方に配置するセミキャブオーバースタイルに生まれ変わった。ただしエンジンを運転席下に搭載するキャブオーバー形式は継承する。これに伴って乗降性や居住性はもちろん安全性が高められるとともに、ラゲージスペースの拡大により実用性及び使い勝手も向上。
グレード体系は標準ルーフ「GA」とハイルーフ3グレード（「PA」・「バスターターボ」・スタンドオフターボ」）の計4グレード（標準ルーフ「GA」は2WD車のみ）。エンジンは50馬力の直3SOHCと60馬力の直3SOHCターボの2種類を搭載。
  - 12月8日 - ワゴンを追加[3]。

先に登場したバンとは、ハイルーフである点、搭載エンジンが64馬力のSOHCターボのみである点、リアシート回りのセッティングが異なる。シート位置をバンより90mm後方に設置することで余裕のある足元スペースを実現したほか、165mmのシートスライド&リクライニング機構の採用や、センターアームレストの装着でくつろげる空間を実現した。グレードは「スタンドオフターボ」と「スタンドオフエアロターボS」の2グレードを用意した。
同時にバンも一部改良。エンジンの出力特性の見直しとエンジンマウントの位置・材質を変更し、街中での走行性能を向上すると共に振動や騒音も低減された。さらに「GA」と「PA」に運転席SRSエアバッグのメーカーオプション設定を追加し、「バスター」には運転席・助手席SRSエアバッグ、4W-ABS、助手席ロードリミッター付シートベルト、フロントパワーウィンドウ、リアヒーターを標準装備し、安全性・快適性を向上させた。なお従来設定されていた「スタンドオフターボ」は前述のワゴンへ移行となり、「GA」・「PA」・「バスター」の3グレードとなった。
- 2000年（平成12年）5月24日 - トラックと共に一部改良[4]。

運転席・助手席SRSエアバッグ、4W-ABS、プリテンショナー付シートベルト等の安全装備を全てのグレードで標準装備あるいはオプション設定し、安全性を向上させた。
ワゴンはボンネット、バンパーなどのデザインを変更、さらにスライドドアレールのメッキ化やマルチリフレクターヘッドライトを採用。また、インタークーラーの取り付け位置や過給圧制御装置の追加などにより、ターボ車の走行性能をアップさせた。また、バンの一部グレードについては希望小売価格の値下げを行った。
- 2001年（平成13年）9月12日 - トラックと共に一部改良[5]。

全車オールアルミの直3DOHCエンジンを搭載。これにより、ワゴンの「スタンドオフ」は「良-低排出ガス（★）」を、バンは「優-低排出ガス認定（★★）」を取得。ワゴンのターボ車は最大トルクをアップした。
ワゴンはインパネのデザイン・形状を変更し、スポーティな印象と機能性を併せ持つ。シート形状やシート・ドアトリム表皮、内装色も変更。運転席側パワーウィンドウには挟み込み防止機構を追加。「スタンドオフ」を除く全グレードでメッキ処理のインパネシフトを採用した。グレード体系はニーズに合わせ、NAエンジン搭載の「スタンドオフ」を追加し、「スタンドオフターボ」にはロールーフ仕様（エブリイワゴンでの標準ルーフ仕様に相当）を追加、最上級グレードは従来の「スタンドオフエアロターボS」に替わり、MD/CDカセットデッキや電動格納式ドアミラーを装備した「スタンドオフエアロターボPZ」となった。また、ボディカラーには「パールホワイト」を追加した。
バンはワゴンと同様に、インパネ、内装色、シート形状、シート・ドアトリム表皮などの変更を受けた。「GA」と「PA」はボディ同色のカラードバンパーやUVカットガラス（フロント）などを追加、「バスター」にも運転席パワーウインドー挟み込み防止機構とリアカップホルダーを追加した。さらに、間欠ワイパー、パワードアロック、キーレスエントリー、ダークティンテッドガラスを装備したお買い得グレード「PC」を新設。「PC」には従来「スクラムバン」には設定されていなかった4WD・3AT車も設定される。
- 2005年（平成17年）
  - 8月[6] - 生産終了。在庫対応分のみの販売となる。
  - 9月 - 4代目とバトンタッチして販売終了。

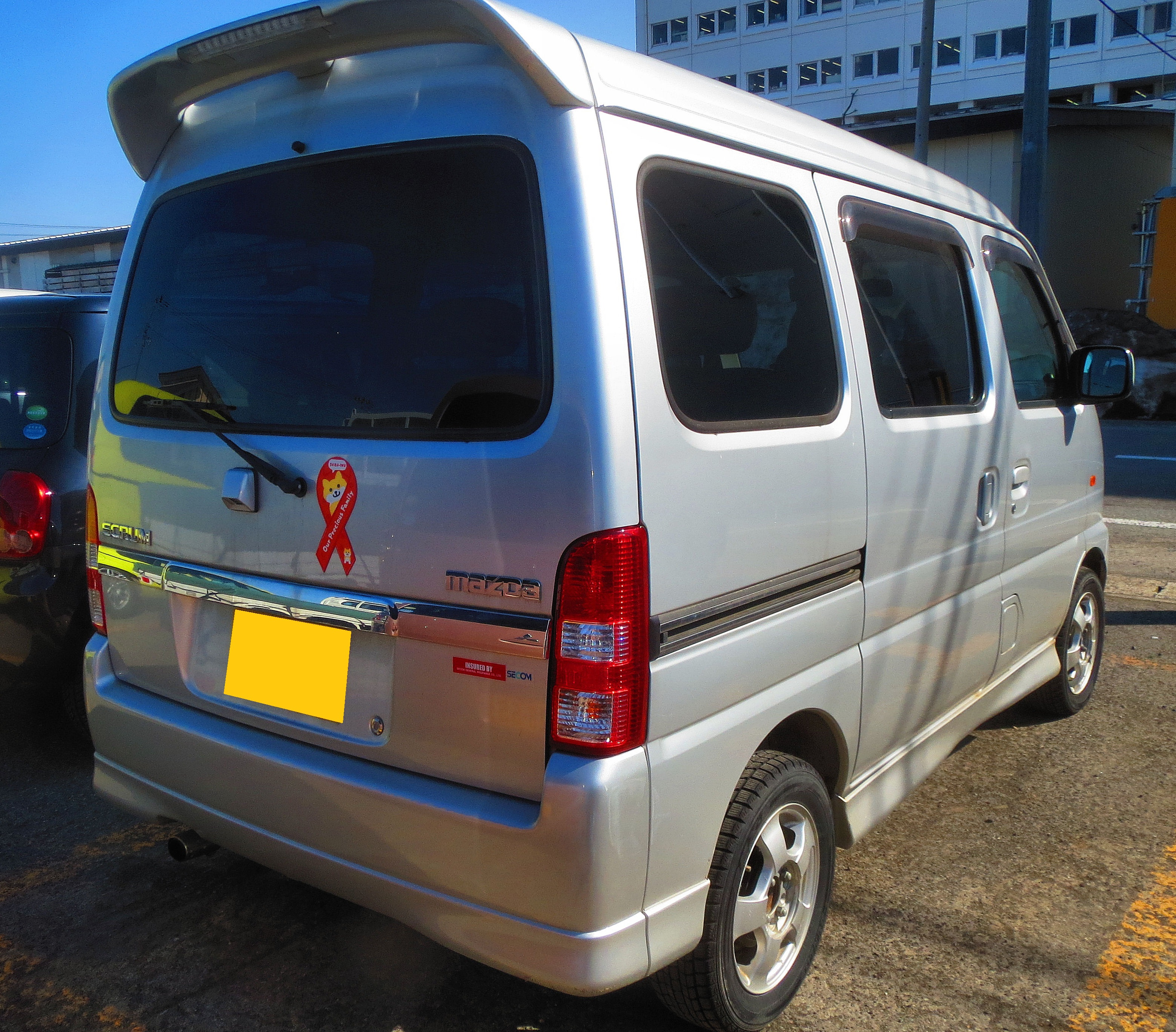
ワゴン スタンドオフ エアロターボ PZハイルーフ リヤ
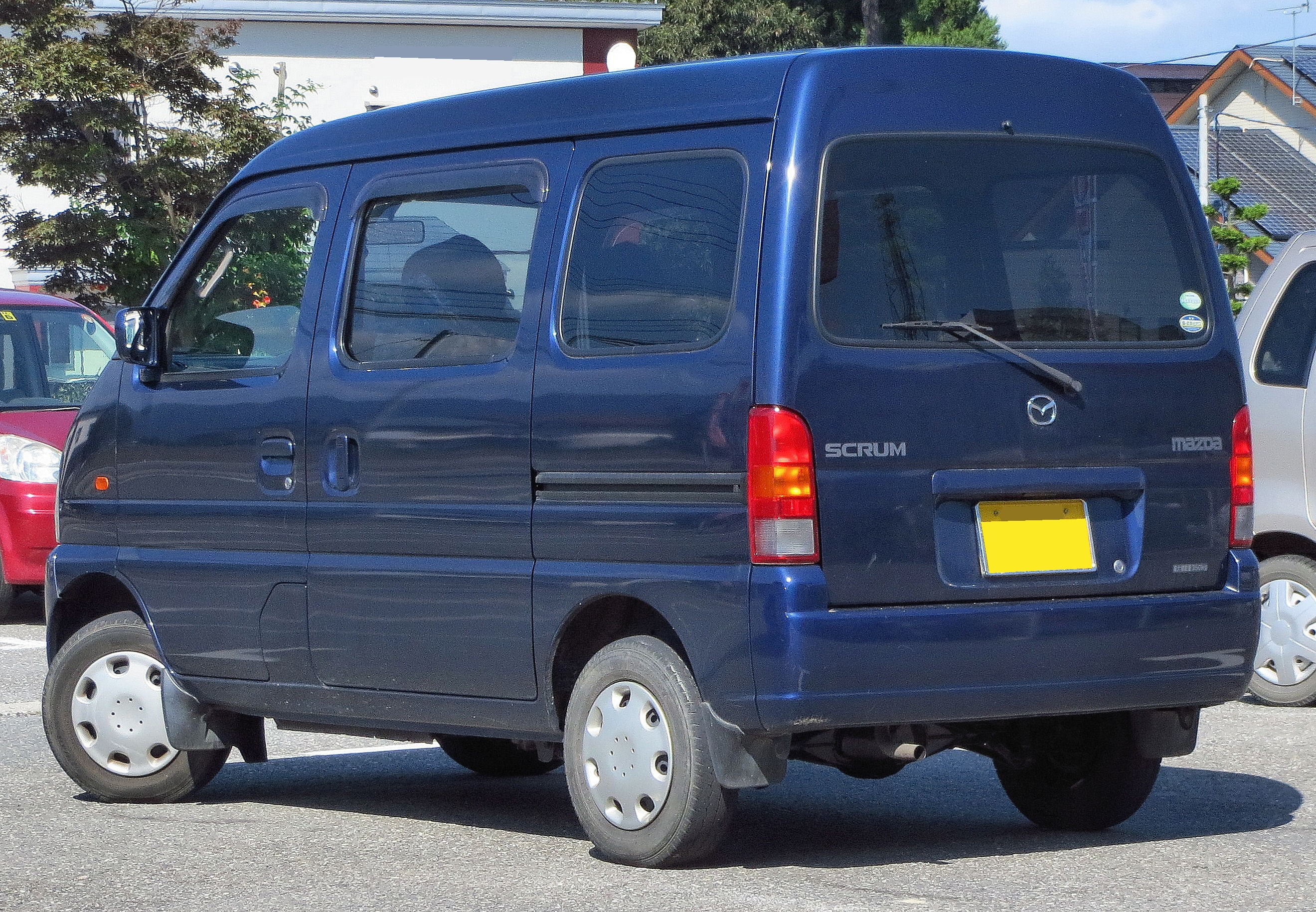
バン バスター 4WD　リヤ

### トラック（1999年 - 2013年）
- 1999年（平成11年）
  - 1月19日 - バンと共にフルモデルチェンジ[2]。

新軽規格に対応しボディを大型化するとともに、前輪をキャビン前方に配置するセミキャブオーバースタイルに生まれ変わった。ただしエンジンを運転席下に搭載するキャブオーバー形式は継承する。これに伴って乗降性や居住性はもちろん安全性が高められるとともに、ラゲージスペースの拡大により実用性および使い勝手も向上。トラックは「KA」と「KTターボ」の2グレードで、4WD車のみ「KL」も設定する。エンジンは50馬力の直3SOHCと60馬力の直3SOHCターボの2種類を搭載。
  - 12月8日 - バンと共に一部改良[3]。

エンジンの出力特性の見直しとエンジンマウントの位置・材質を変更し、街中での走行性能を向上するとともに振動や騒音も低減された。併せて、アオリを固定するロックハンドルヒンジ部を埋め込み式に変更し、一部グレードのリアゲートチェーンを格納式に変更することで積載性を向上。
装備面では運転席シートバックポケット、カップホルダー、運転席・助手席ドアポケット、アームレストを追加。全車に運転席SRSエアバッグをオプション設定した。
グレード体系が変更され、ターボ車の「KTターボ」を廃止し、「KA」のエアコン付仕様は「KD」として独立。「KC」と大型荷台仕様の「KL（4WD・5MT車のみの設定）」を追加。また「KA」に3AT車を追加したため、新設の「KC」とともに、4WD・3AT車が新たに設定された。
- 2000年（平成12年）5月24日 - バン・ワゴンと共に一部改良[4]。

運転席・助手席SRSエアバッグ、4W-ABS、プリテンショナー付シートベルト等の安全装備を4W-ABSのオプション設定が出来ない「KL」を除く全てのグレードで標準装備あるいはオプション設定し、安全性を向上させた。
併せて、グレード体系の見直しを行い、従来設定されていた「KA」・「KD」を廃止し入れ替えで「KU」を追加。また、一部グレードについては希望小売価格の値下げを行った。
- 2001年（平成13年）
  - 3月1日 - 特別仕様車「KUスペシャル」を発売[7]。

「KU」をベースに、エアコン、パワーステアリング、間欠式フロントワイパー、シガーライター、乗降グリップ・アシストグリップ等を装備し、ファブリック生地のシートとドアトリム（成型タイプ）を採用。なお、エアバッグや4W-ABSなどをパッケージングした「セーフティパック」も設定できる。
  - 9月12日 - バン・ワゴンと共に一部改良[5]。

全車オールアルミの直3DOHCエンジンを搭載し、「優-低排出ガス認定（★★）」を取得した。また、最小回転半径を4.1mから3.8mに縮小し、取り回し性を向上。左右ドアに防錆鋼板を採用するなど、車体表面積の90%を防錆対策を講じ、耐久性を向上。
ステアリングとシート位置を変更するとともに、ワゴン、バンと同様にインパネ、内装色などを変更した。さらに、特別仕様車だった「KUスペシャル」をカタロググレードに格上げし、農繁仕様のオプション（デフロックなど）を装備し割安な価格に設定した「KU農版パック」を設定。10月には「WAダンプ」の生産も開始した。なお、「KC」と「KL」は廃止された。
- 2002年（平成14年）5月21日 - マイナーチェンジ[8]。

荷台の床面長を拡大し、荷台の床面地上高を640mmに変更（床面地上高605mmの低床仕様車「KC低床」も設定）。またキャビンと分離したことで補修時の荷台の交換も容易になった。また、みち板引き掛け式リアゲートを全車に標準装備した。キャビンはステアリング角度、シート位置を見直し、運転席のシートスライド量を拡大。また収納性に優れたインパネや運転席ピラーホルダー、カップホルダー、コンソールポケット、ドアポケットを採用。「KU」以外の全グレードにはさらにフロアトレイと運転席ドリンクホルダーも追加した。エンジン中低速域の出力特性改良を行い、4WD車の燃費を向上した。グレード体系が見直され、「KU」は2WD・5MT車のみとなり、「KC」が復活。「KUスペシャル」・「KU農繁」はそれぞて「KCスペシャル」・「KC農繁」に改名した。また、キャリイのFC（フルキャブ・ショートホイールベース）相当のグレードは設定されなかった。
- 2012年（平成24年）6月19日 - 一部改良。

2012年7月からのシートおよびシートベルトに関する保安基準の改正に対応して、シートの背もたれをハイバックタイプへ変更して、ヘッドレストを大型化。また、2013年1月から施行される灯火器及び反射器等に関する法規に対応するため、後方反射板の取付が行われた。
- 2013年（平成25年）
  - 8月[9] - 生産終了。在庫対応分のみの販売となる。
  - 9月 - 4代目とバトンタッチして販売終了。

## 4代目（バンは2005年 - 2015年、トラックは2013年 - ）

### ワゴン/バン（2005年 - 2015年、ワゴンは2代目）
- スズキ・エブリイ > マツダ・スクラム
- スズキ・エブリイワゴン > マツダ・スクラム

- 2005年（平成17年）9月13日 - フルモデルチェンジ[10]。

ワゴンはインパネシフトの採用でウォークスルーが可能なほか、助手席前倒しやフルフラット、150mmスライド機構を備えるなど、多彩なシートアレンジも可能。また、「PZターボ」には左側後席パワースライドドア、「PZターボ スペシャルパッケージ」には両側後席パワースライドドアを備える。オールアルミ製直列3気筒660cc DOHC（49馬力）と同ターボ（64馬力）の2ユニットを搭載。
バンはワゴン同様にインパネシフトを採用し、ウォークスルーが可能で、さらにフラットなラゲージルームや助手席前倒し機構を採用。リアコンビランプをバンパーに組み込むことで荷室ドアの開口高と開口幅を拡大するなど、荷物の積み下ろしを重視した設計になっている。49馬力を発生する直列3気筒660ccを搭載し、2WD車で「平成22年度燃費基準+5%」を、4WD車も「平成22年度燃費基準」を達成。「PU」は「平成17年基準排出ガス50%低減レベル（☆☆☆）」認定も取得。
ワゴンのグレード体系は「PX」、「PXターボ」、「PZターボ」、「PZターボスペシャルパッケージ」の4グレードで、「PX(同ターボ含む)」がエブリイワゴンの「JP(同ターボ含む)」に相当。それ以外のグレードはエブリイワゴンと同一グレード名に相当。「PX」はハイルーフ仕様・2WD車のみ、「PXターボ」はハイルーフ仕様のみ、「PZターボ」・「PZターボスペシャルパッケージ」はロールーフ仕様のみの設定となる。
バンは「PA」、「PU」、「PC」、「BUSTER」の4グレードで、「BUSTER」がエブリイの「JOIN」に相当。それ以外の3グレードはエブリイと同一グレード名に相当。「PA」と「バスター」の4WD車は5MTのみの設定となるほか、エブリイの「GA」（標準ルーフ）・「JOINターボ」に相当するグレードは設定されない。
- 2007年（平成19年）7月30日 - 一部改良[11]。

ワゴンは前席シートの座面を改良し、座り心地を向上させた。「PZターボ」はフロントグリルのデザインを変更、シート色をベージュに。ディスチャージライトもオプションで用意。「PX」と「PXターボ」ではフロントフードにメッキガーニッシュを装備、シート色をブラウンとした。
バンは、前席シートの座面を改良、縁部分に厚みをもたせ質感と快適性の向上を図った。「バスター」のシート表皮色をブラウン系、「PC」にはグレー系をそれぞれ採用した。
ボディカラーは「ターコイズグリーンパールメタリック」、「アクアマリンブルーオパールメタリック」を廃止する替わりに、「ミステリアスバイオレッドパール（オプションカラー、ワゴン専用色）」を追加するとともに、ワゴン「PZターボ」・「PZターボスペシャルパッケージ」専用色の「ブルーイッシュブラックパール3」をバン「バスター」にも拡大設定した。
- 2010年（平成22年）5月25日 - 一部改良[12]。

ワゴンは、「PZターボ」・「PZターボスペシャルパッケージ」において、バンパーをスポーティデザインに変更し、フロントメッキグリルと丸型のマルチリフレクターフォグランプを採用。サイドアンダースポイラーのデザインを変更し、サイドターンランプにホワイトレンズを、リアコンビランプにクリアレンズを採用した。NAエンジン仕様の「PX」が廃止され、全車ターボエンジン仕様となった。なお、エブリイワゴンで追加設定された「ブリーズブルーメタリック」はスクラムワゴンでは設定されない。
バンは、3AT車においてギア比の見直しを行い、燃費を0.2km/L向上した。
- 2013年（平成25年）4月17日 - バンを一部改良[13]。

AT車においてエンジンの制御変更を行うとともに、4WD車はエコタイヤも採用したことで燃費を向上。併せて、触媒の変更により排出ガス性能が改善されたことで、「平成17年基準排出ガス75%低減レベル（☆☆☆☆）」と「平成27年度燃費基準」を同時に達成した。なお、この一部改良に伴い、「PU」を廃止した。
- 2014年（平成26年）10月 - ワゴンを仕様変更。ボディカラーを整理し、「ミステリアスバイオレットパール（オプションカラー）」を廃止した[注釈 7]。

- 2015年（平成27年）
  - 2月[14] - 生産終了。以後は在庫のみの対応となる。
  - 3月 - 5代目にバトンタッチして販売終了。

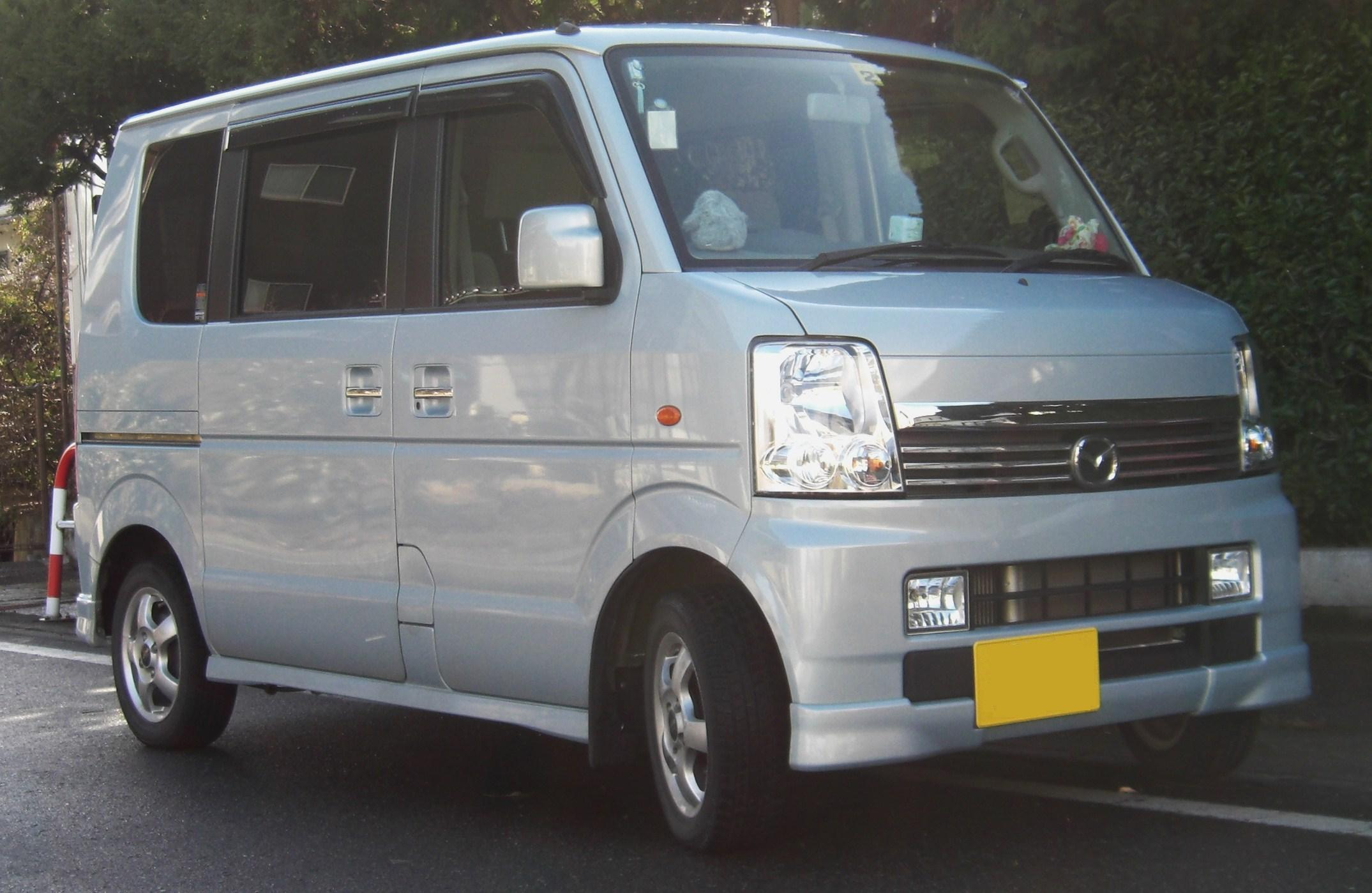
ワゴン（中期型）
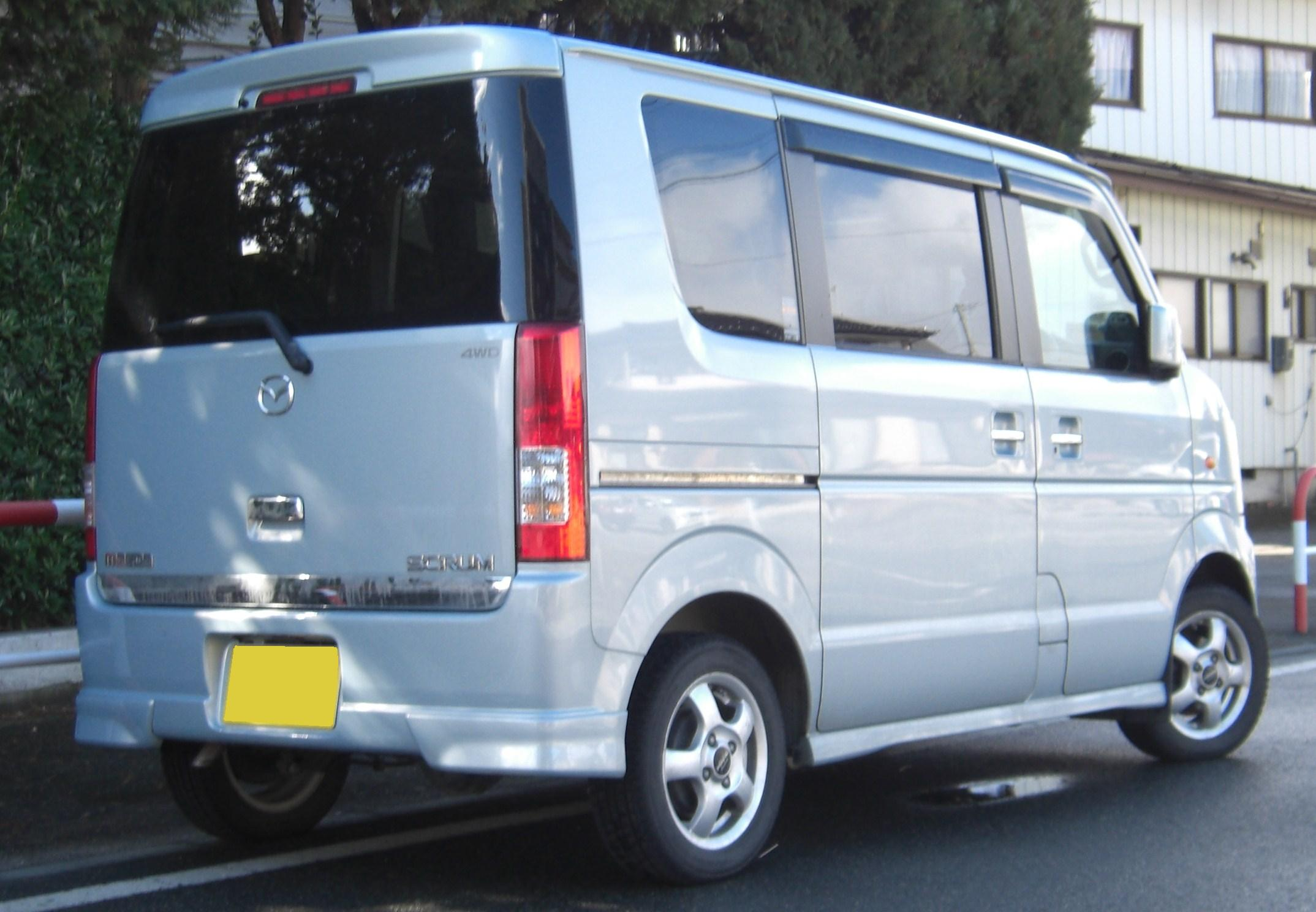
ワゴン（中期型・リヤ）
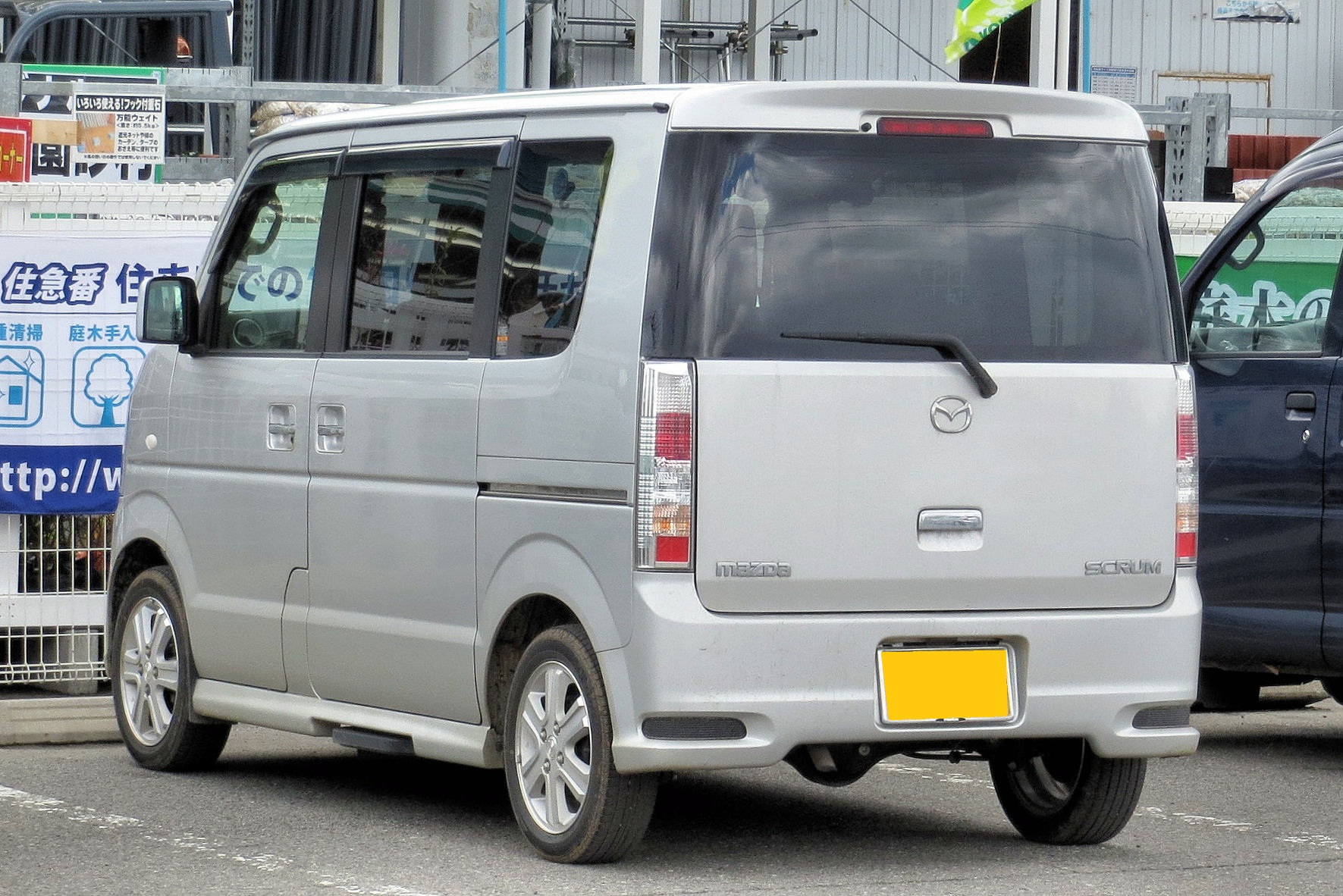
ワゴン PZターボ スペシャルパッケージ 4WD (後期型・リヤ)
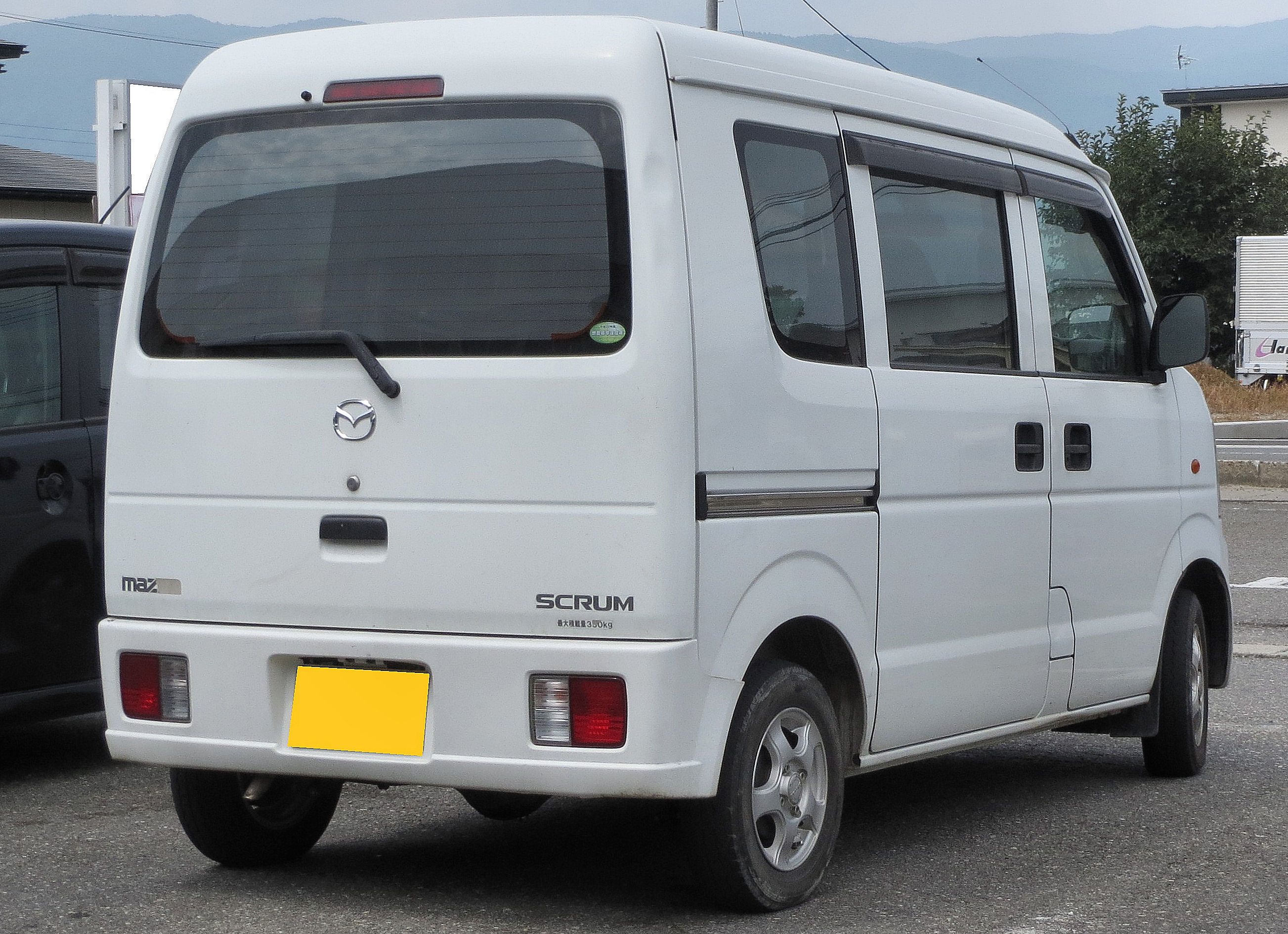
バン PC 4WD（リア）

### トラック（2013年 - ）
- 2013年（平成25年）9月13日 - 約14年8ヶ月ぶりにフルモデルチェンジ（9月20日販売開始）[15]。

先代までのセミキャブオーバー型からキャブオーバー型となった。フロントウィンドーを前方に移動し、レイアウトの見直しを行ったことでフロア長2,030mmの荷台を確保しつつ室内空間や頭部前方の空間を拡大。配光性に優れたマルチリフレクタータイプのハロゲンヘッドランプを全車に装備。また、車体の塗装は中塗り工程を加えた3層塗装となり、さらに、防錆鋼板を多用したことで荷台を含むボディー外板の表面サビ3年、穴あきサビ5年の長期サビ保証を標準付帯した。
エンジンは縦置き仕様のR06A型に置換し、車体の軽量化などを行ったことで燃費が向上され、全車「平成27年度燃費基準」を達成。フルキャブ型への変更とともにホイールベースをショート化したことで最小回転半径を3.6mに縮小した。
グレード体系は「KCパワステ（4WD・5MT車のみ）」、「KCパワステ農繁」、「KCエアコン・パワステ」、フロントフォグランプなどを装備した上級グレードの「KX」の4タイプが用意されるが、フルモデルチェンジ当初、キャリイの「KC」及び「KCエアコン・パワステ農繁仕様」に相当するグレードがスクラムトラックでは設定がなく、「KX」はフルモデルチェンジ当初、4WD・3AT車のみとの設定となっていた。なお、この代で、荷台にデカールとして貼り付けられる「SCRUM」の車名ロゴデザインが変更されたほか、「MAZDA」ロゴはこれまでの荷台左側から荷台右側に移動し、車名ロゴの左上に小さく配置された。
- 2015年（平成27年）8月27日 - 一部改良[16]。

リアゲート中央にロープフックを、左右のステップ下には1ヶ所ずつ平シート用フックをそれぞれ追加したほか、ルーフパネルに防錆鋼板を採用したことでボディ表面のすべてを防錆鋼板化し、バッテリーカバーの取り付けフックの形状が変更された。内装ではシートクッションを大型化。
グレード体系を一部変更し、「KCパワステ」と「KCパワステ農繁」を廃止する替わりに、「KCエアコン・パワステ農繁（キャリイの「KCエアコン・パワステ農繁仕様」相当、4WD・5MT車のみの設定）」を追加したことでエアコンが全車標準装備となった。また、燃費性能を向上したことで「KCエアコン・パワステ」の5MT車と新グレードの「KCエアコン・パワステ農繁」は「平成27年度燃費基準+5%」を達成した。
- 2017年（平成29年）11月22日 - 一部改良[17]。

従来は「KCエアコン・パワステ」にメーカーオプション「セーフティパック」として設定されていた助手席エアバッグ、助手席シートベルトプリテンショナー、4W-ABSの3点を全グレードに拡大して標準装備化。内装ではグローブボックスが大型化され、アクセサリーソケットを全グレードに標準装備された。さらに、「KX」はCDプレーヤー（AM/FMラジオ付）が2DINサイズに変更されたほか、4WD・5MT車が追加設定された。
- 2018年（平成30年）5月25日 - 一部改良[18]。

超音波センサー方式の誤発進抑制機能（前進+後退時）が新たに採用され、「KX」に標準装備、「KCエアコン・パワステ」の3ATにメーカーオプション設定された。なお、「KCエアコン・パワステ」の5MT車及び「KCエアコン・パワステ農繁」にはメーカーオプションを含めて誤発進抑制機能（前進+後退時）の設定はない。
- 2019年（令和元年）9月26日 - 一部改良[19]。

5代目バン/3代目ワゴン（2019年7月改良モデル）にも採用されている衝突被害軽減ブレーキ「デュアルカメラブレーキサポート（夜間歩行者検知機能付）」が採用されたほか、ふらつき警報機能、先行車発進お知らせ機能、車線逸脱警報機能、オートライト機能、ハイビームアシスト機能、ダイナミック・スタビリティ・コントロール（DSC）&トラクション・コントロール・システム（TCS）機能（キャリイでのESPに相当）、ヒルホールドコントロール（3AT車のみ）も追加され、「KX」に標準装備、「KCエアコン・パワステ」の3AT車にメーカーオプション設定された。ただし、「KCエアコン・パワステ」の5MT車と「KCエアコン・パワステ農繁」はメーカーオプションを含めて安全装備関連の設定はない。併せてヒーターコントロールパネルがダイヤル式に、「KX」に装備されているフォグランプベゼルがメッキにそれぞれ変更された。
なお、荷台右側に装着されているデカールの車名ロゴが同年7月に改良されたバンやワゴンと同じ「Mazda Type」に変更された。
- 2021年（令和3年）8月19日 - 一部商品改良[22]。

運転支援機能が拡充され、ぬかるみで駆動輪のどちらかが空回りした場合、空回りする方にブレーキをかけるサポートをすることでもう一方に駆動力を伝達する「ぬかるみ脱出アシスト」を「KX」の4WD・3AT車と「KCエアコン・パワステ」に標準装備。ヒルホールドコントロールは設定が拡大され、「KCエアコン・パワステ」の3AT車はメーカーオプションから切り離されて標準装備化され、「KX」の4WD・5MT車にも標準装備された。ただし、「KCエアコン・パワステ」の5MT車はヒルホールドコントロールが未設定であった。「KCエアコン・パワステ農繁」はリアサスペンションが強化リアサスペンション（4枚リーフスプリング）となった。
従来「KX」のみの装備だったフロントメッキガーニッシュが他のグレードにも拡大され、全グレード標準装備となった。
なお、今回の一部商品改良により、WLTCモードによる排出ガス・燃料消費率（3AT車はJC08モードによる燃料消費率も併記）に対応した（平成30年排出ガス規制適合）。
- 2022年（令和4年）4月14日 - ワゴン・バンと共に一部商品改良[23]。

「KCエアコン・パワステ」、「KX」に設定のAT車を4速に多段化し、アイドリングストップシステムを搭載したことで燃料消費率が向上された。
- 2024年（令和6年）5月23日 - 一部商品改良[24]。

一部のグレード名が変更となり、「KCエアコン・パワステ」は「KC」に、「KCエアコン・パワステ農繁」は「KC農繁」へそれぞれ改名された。
従来「KX」のみの装備だったパワーウインドー、パワードアロック、電子式キーレスエントリーシステムがほかのグレードにも拡大され、全グレード標準装備となり、「KX」はヘッドランプをLED化、カラードドアミラーは電動格納リモコン式にグレードアップされた。
「KC」の「セーフティパッケージ」装着車と「KX」に装備されている後退時の誤発進抑制機能にブレーキ制御を追加。従来は4AT車のみだったアイドリングストップシステムやヒルホールドコントロールを5MT車にも拡大して装備された。

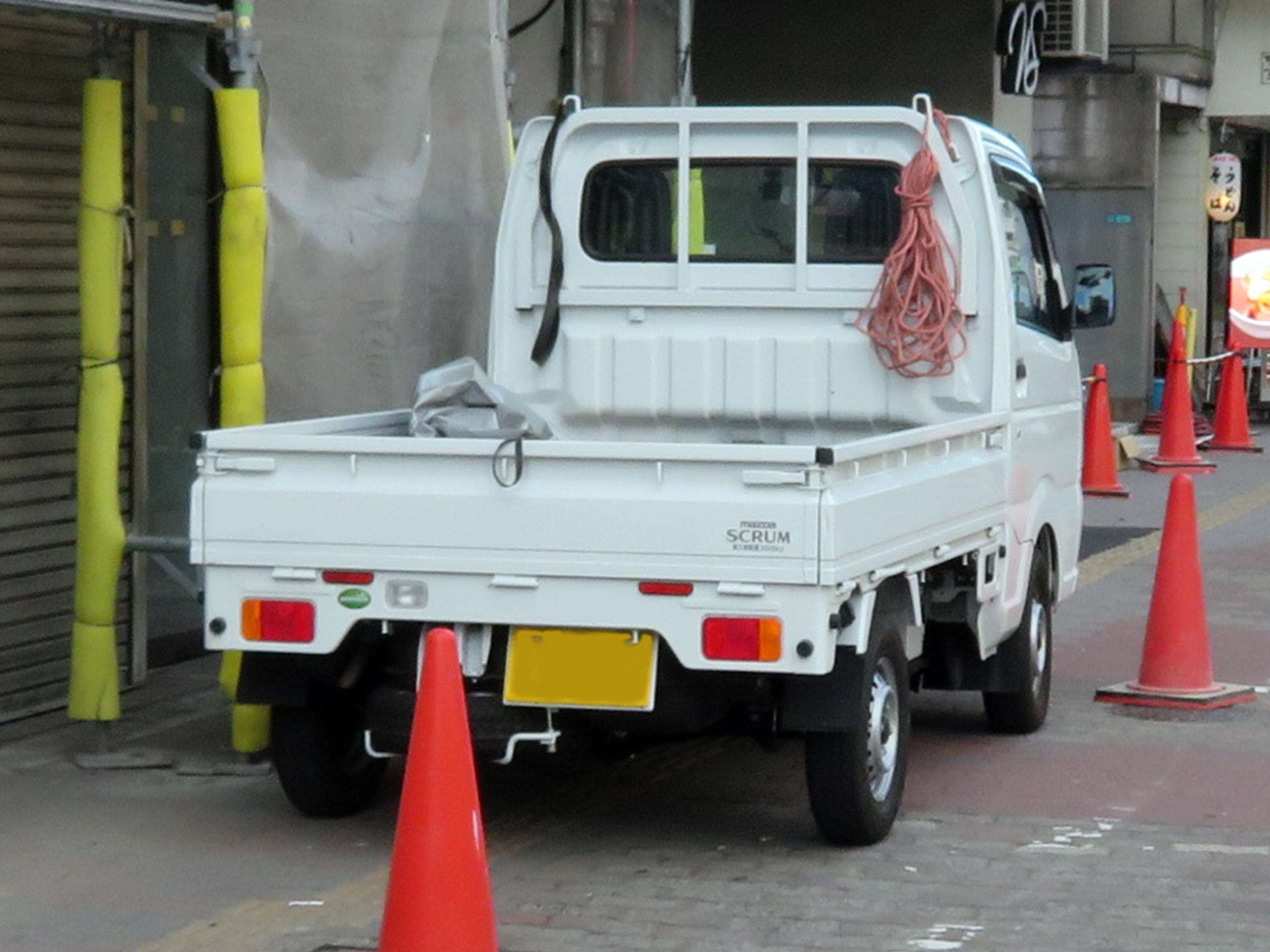
2019年9月改良型 KC・パワステ

## 5代目（2015年 - ）

### ワゴン/バン（2015年 - 、ワゴンは3代目）
- スズキ・エブリイ > マツダ・スクラム
- スズキ・エブリイワゴン > マツダ・スクラム

- 2015年（平成27年）
  - 3月5日 - 約9年7か月ぶりにフルモデルチェンジ[25]。

ワゴンは室内長・室内高・室内幅が拡大したほか、フロントシートをベンチシートに変更してシートスライド量を拡大。ロングホイールベース化とリアシートスライド量拡大により前後乗員間距離も拡大した。
エンジンはR06A型ターボエンジンに置換し、トランスミッションはトルク容量を最適化。装備面では速度が約15km/hに達すると全てのドアを自動施錠する車速連動式オートドアロックを採用し、一部グレードにはワンアクション電動スライドドア（グレードにより左側または両側）も採用した。
外観はリアコンビランプをバンパー組込型に変更し、フロントには水平基調のメッキパーツを採用。内装はベージュ基調にシルバーのアクセントを配した。安全面も強化し、レーダーブレーキサポート（衝突被害軽減ブレーキ）、誤発進抑制機能、エマージェンシーストップシグナル、DSC&TCS（エブリイワゴンのESPに相当）を標準装備した。ボディカラーには新色のムーンライトバイオレットパールメタリック（有料色）が追加された[注釈 16]。
バンは荷室長やバックドア・後部ドア開口部を拡大したほか、ワゴン同様にフロントシートのシートスライド量を拡大。エンジンはワゴン同様にR06A型に置換されたほか、トランスミッションは従来の3ATに替わり、5MTをベースにクラッチおよびシフト操作を自動化したAGSを採用（2WD車および「PC」の4WD車に設定）。電子制御による燃費性能に加え、力強い走破性・ギヤ比の最適化に伴う高い登坂性能・高速走行時における高い静粛性を実現した。燃費の向上により5AGS車は「平成27年度燃費基準+20%」を、5MT車は「平成27年度燃費基準」をそれぞれ達成し、「平成17年排出ガス基準75%低減レベル（☆☆☆☆）」は5AGS車に加え、5MT車にも拡大適用された。さらに、荷室上部や側面にユーティリティナットを装備したほか、安全面も強化され、レーダーブレーキサポート（衝突被害軽減ブレーキ）、誤発進抑制機能、エマージェンシーストップシグナル、DSC&TCS（エブリイのESPに相当）を「PC」と「BUSTER」の5AGS車に標準装備、「PA」の5AGS車に4W-ABS&EBDを含めたセットオプションとして設定した[注釈 17]。
グレード体系はワゴン・バン共に4代目の体系が踏襲されるが、ワゴンは先代の「PZターボスペシャルパッケージ」から「PZターボスペシャル（エブリイワゴンと完全同一グレード名）」に改名のうえ、先代の標準ルーフからハイルーフ仕様に変更された。バンは4代目同様ターボエンジン仕様が設定されない（バンOEM元のエブリイでは2022年4月の一部仕様変更によりターボエンジン仕様を廃止したものの、2024年2月の一部仕様変更で復活設定している）。なお、これまでリア左下にあった「MAZDA」ロゴが廃止され、「SCRUM」ロゴは4代目トラック同様にロゴデザインを変更の上、位置を右下から左下に移動した。
  - 12月 - バンを一部改良[26]。

「PA」の5AGS車はレーダーブレーキサポート、誤発進抑制機能、エマージェンシーストップシグナル、DSC&TCSのセットオプション設定を廃止する替わりに、セットオプションに含まれていた4W-ABS&EBDを標準装備化し、同時に、坂道発進時にブレーキペダルからアクセルペダルに踏みかえる瞬間に最大2秒間ブレーキをかけることで車両の後退を防ぐヒルホールドコントロールも標準装備した。
同時に、新グレードとして、「PA」の5AGS車にレーダーブレーキサポート、誤発進抑制機能、エマージェンシーストップシグナル、DSC&TCS、キーレスエントリーシステム、セキュリティアラームシステム、ダークティンテッドガラス（リアドア・リアクォーター・バックドア）を追加して安全性・利便性を強化した「PAスペシャル（エブリイの「PAリミテッド レーダーブレーキサポート装着車」に相当、2WD車のみの設定）と、「PC」の5AGS車にAM/FMラジオ付CDプレーヤー、フロント2スピーカー、電動格納式カラードドアミラー、ドアミラーサイドアンダーミラー（助手席側）、ヒーテッドドアミラー（4WD車のみ）を追加した「PCスペシャル（同「PCリミテッド レーダーブレーキサポート装着車」に相当、2016年2月販売開始）」を追加。なお、「PC」の5AGS車は「PCリミテッド」へ移行の為2016年1月をもって生産終了となり、「PC」は5MT専用グレードとなる[注釈 18]。
- 2017年（平成29年）5月25日 - バンを一部改良[27]。

各グレード毎のバリエーションを変更し、「PCスペシャル」に4AT車を、「PA」と「BUSTER」には従来「PCスペシャル」のみの設定だった4WD・5AGS車を追加。同時に「BUSTER」は5MT車を廃止したため、5AGS専用グレードとなった（OEM元のエブリイ「JOIN」の5MT車は継続設定）。
5AGS車は荷物や乗員による負荷が少ない時に切り替えることでよりスムーズな発進を可能にし、乗り心地を向上させる「2段発進モード」を追加し、「BUSTER」を除く全グレードにおいては後席固定用ラッチの形状を変更したことで突起を無くし、荷室をフラット化した。
- 2019年（令和元年）7月4日 - ワゴン・バンを一部改良[28]。

ワゴン全車とバン「PAスペシャル」、「PCスペシャル」、「BUSTER」において、衝突被害軽減ブレーキをステレオカメラ方式の「デュアルカメラブレーキサポート」に変更されたほか、リアバンパー内部に超音波センサー方式の「後退時ブレーキサポート」も搭載。さらに、誤発進抑制機能が後退時にも対応したほか、ふらつき警報機能、先行車発進お知らせ機能、リアパーキングセンサー、ハイビームアシストも新たに搭載された。なお、ワゴンの3連メーターには被害軽減ブレーキ情報表示が追加され、バン「PAスペシャル」、「PCスペシャル」、「BUSTER」のメーターはワゴンと同じ仕様の3連メーターに変更された。ワゴンはオーディオガーニッシュを200mmのワイドDIN対応仕様に変更され、従来ロールーフ仕様だった「PZ TURBO」はハイルーフ仕様に変更され、全車ハイルーフ仕様となった（OEM元のエブリイワゴン「PZターボ」の標準ルーフ仕様は継続設定）。ただし、同年6月のエブリイワゴンの一部仕様変更の際にボディカラーに追加設定された「クールカーキパールメタリック」はスクラムワゴンでは設定されない。バンは「PA」と「PAスペシャル」において、オーバーヘッドシェルフが新たに標準装備され、室内のユーティリティナットの数を10個から12個に増設。「PAスペシャル」・「PCスペシャル」・「BUSTER」はオートライト機能が追加された。
バリエーションが一部変更され、「PAスペシャル」と「BUSTER」はトランスミッションを5AGSから4ATに変更され、同時に「PCスペシャル」は5AGS車が廃止されたことで、5AGS車は「PA」のみの設定となった（OEM元のエブリイ「PAスペシャル」と「JOIN」の5AGS車は継続設定）。ただし、2018年6月にエブリイの一部グレードに追加設定されたノクターンブルーパール、クールカーキパールメタリック、ムーンライトバイオレットパールメタリック（ワゴンには発売当初より設定されていた）の3色はスクラムバンには設定されず、従来通り3色展開となる。なお、一部改良に伴い、リア左下に配置されている「SCRUM」のロゴデザインが「Mazda Type」に変更された。
- 2020年（令和2年）6月 - ワゴンを一部改良（仕様変更扱い）。WLTCモードにおける排出ガス・燃料消費率に対応した（平成30年排出ガス規制適合）。
- 2021年（令和3年）9月16日 - バン・ワゴンを一部商品改良[29]。

バンはオートライトシステムを全車に拡大して標準装備され、「PC」は従来ラインナップされていた「PCスペシャル」を吸収統合して4AT車をラインナップするとともに、デュアルカメラブレーキサポート、後退時ブレーキサポート、誤発進抑制機能（前進時・後退時）、車線逸脱警報機能、ふらつき警報機能、先行車発進お知らせ機能、ハイビームアシスト機能、リアパーキングセンサー、エマージェンシーストップシグナル、ヒルホールドコントロールを5MT車にも拡大して標準装備された。また、フロントパワーウインドーが「PAスペシャル」にも拡大され、USB電源ソケット（2個）を「PA」を除く全グレードに装備。「BUSTER」はワゴンと同じデザインのフロントフードメッキガーニッシュが装備された。
今回の一部商品改良により、WLTCモードによる燃料消費率・排出ガスに対応（JC08モード時の燃料消費率も併記）し、「PA」の5AGS車、「PC」の4AT車、「PAスペシャル」、「BUSTER」は「平成30年排出ガス基準50%低減レベル（☆☆☆☆）」認定を取得。JC08モードによる燃料消費率は「PA」と「PC」の4WD・5MT車は向上されたものの、それ以外のグレード・仕様で低下したため、平成27年度燃費基準は「PA」の5AGS車のみ+15%達成となった。ワゴンは停車時アイドリングストップシステム、USB電源ソケット（2個）を新たに標準装備されたほか、運転席シートヒーターを2WD車にも拡大して全車標準装備となった。
- 2022年（令和4年）4月14日 - トラックと共に一部商品改良[23]。

ワゴンはリアルームランプがLED化され、オーバーヘッドシェルフを装備。「PZ TURBO SPECIAL」はステアリングを本革巻に変更した。バンは4AT車にアイドリングストップシステムを装備するなど、全車で燃料消費率が改善され、「PA」の5AGS車、「PC」の2WD・4AT車、「BASTER」の2WD車、「PAスペシャル」は「平成27年度燃費基準+25%」達成、「PC」の4WD・4AT車と「BUSTER」の4WD車は「同20%」達成となった。また、ラゲッジルームランプがLED化され、「BUSTER」はディスチャージヘッドランプが標準装備された。
エブリイ/エブリイワゴンに設定されたバックアイカメラ付ディスプレイオーディオはスクラムバン/ワゴンでは未設定となり、純正アクセサリーで用意されているナビゲーションとバックアイカメラを同時装着することで対応する（ナビゲーションではディスプレイオーディオでは不可となるテレビやDVD VIDEOの視聴、CD・SDメモリーカードの音楽再生も可能である）。
- 2024年 （令和6年）3月25日 - バン・ワゴンを一部商品改良[30]。

グレード体系が一部変更となり、バンは「PAスペシャル」を「PA-S」に改名。ワゴンは「PX TURBO」を廃止、「PZ TURBO」は「PZ」に、「PZ TURBO SPECIAL」は「PZ-S」にそれぞれ改名された。
ワゴン全車と「PA」を除くバン全車のトランスミッションを歴代初のCVTへ変更され、同時にブレーキLSDトラクションコントロール（エブリイの「ぬかるみ脱出アシスト」に相当）を採用。ワゴン全車とバン「PC」・「BUSTER」に設定されている4WD車は電子制御式のパートタイム4WDが採用され、「2WD」・「4WD AUTO」・「4WD LOCK」の3つのモードを選択可能とした。
バンは「PC」と「BUSTER」において、運転席シートヒーターや助手席シートバックテーブルが装備され、ヘッドランプをLED化。ワゴンもヘッドランプがLED化されるとともに、助手席シートバックテーブルを装備、また、LEDサイドターンランプ付ドアミラー（オート格納機能）と本革巻ステアリングホイールを「PZ」にも拡大して全車標準装備とした。
ボディカラーはバンの「BUSTER」はホワイトとシルキーシルバーメタリックの設定を廃止（ホワイトは「PA」・「PA-S」・「PC」専用色、シルキーシルバーメタリックは「PC」専用色へそれぞれ移行）する替わりに、モスグレーメタリックと従来はワゴン専用色だったパールホワイト（有料色）を追加。ワゴンはムーンライトバイオレットパール（有料色）とシルキーシルバーメタリックを廃止する替わりにデニムブルーメタリックとモスグレーメタリックが追加された。

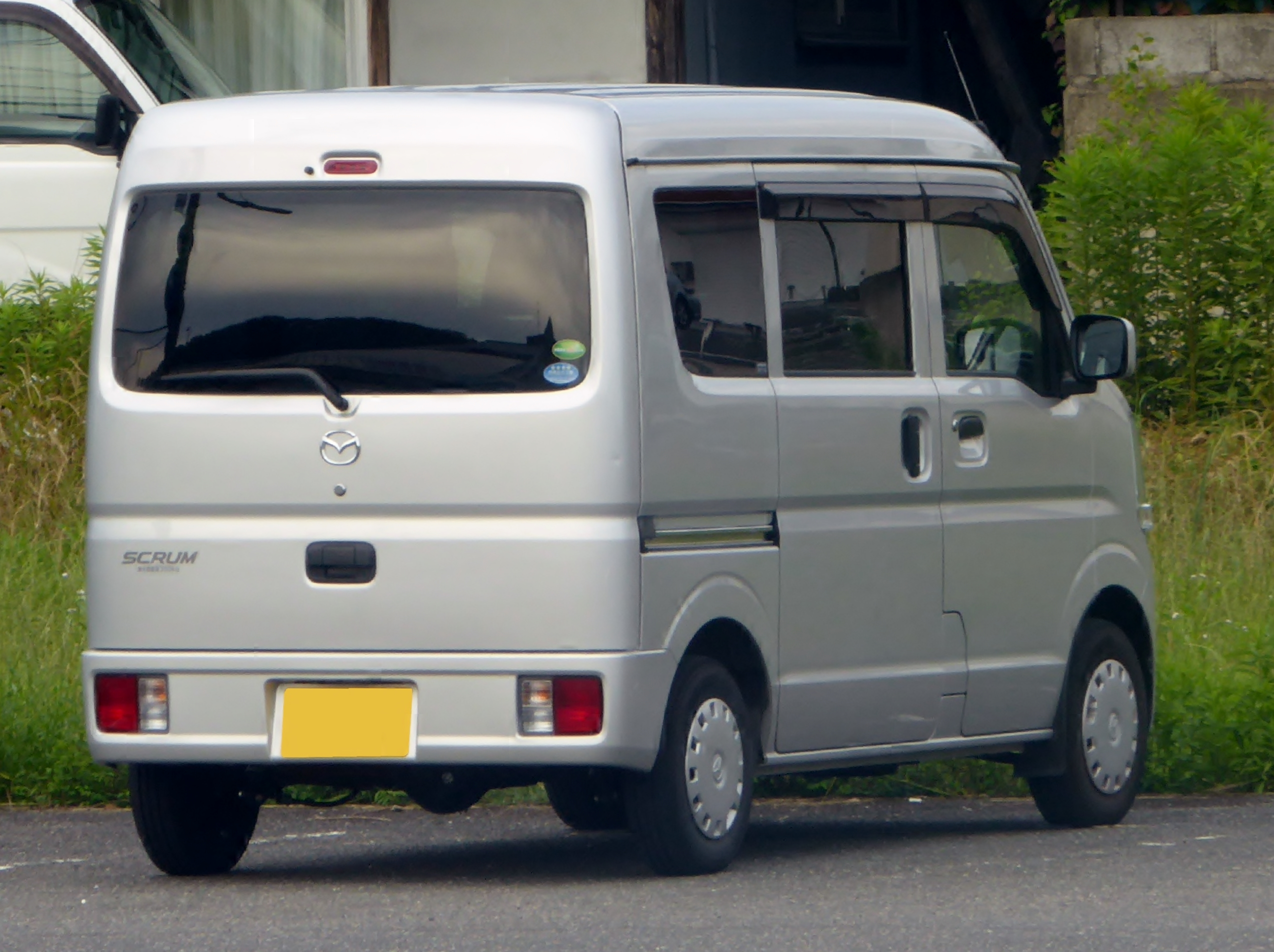
2015年3月販売型 バン BUSTER

## 車名の由来
『腕（肩）を組むこと』というラグビー用語『スクラム』から転じて、顧客やマツダグループの協調・連帯を期して命名した。